# Smith/Kotzen
Smith/Kotzen es un dúo musical de blues rock conformado por los músicos Adrian Smith (Iron Maiden) y Richie Kotzen (The Winery Dogs, Poison).

## Historia
Su álbum debut homónimo, publicado el 26 de marzo de 2021, fue descrito por Ultimate Classic Rock como una mezcla de «blues, hard rock y R&B tradicional, entre otros géneros». Kotzen también añadió elementos de jazz fusión en algunas secciones. El proyecto fue apoyado por un primer sencillo publicado en enero de 2021, titulado «Taking My Chances».
Ambos músicos compartieron tareas de guitarra, bajo, voz, composición y producción en el álbum. Kotzen tocó además la batería en cinco temas y Tal Bergman, amigo y compañero de gira de Richie, le sustituyó en las canciones «You Don't Know Me», «I Wanna Stay» y «'Til Tomorrow». El álbum contó con la aparición especial del baterista de Iron Maiden Nicko McBrain en la canción «Solar Fire».
En 2022 el dúo publicó un EP titulado Better Days... And Nights, conformado por cuatro canciones de estudio y cinco temas en vivo grabados durante la gira promocional del primer álbum, con Julia Lage como bajista y Bruno Valverde en la batería.
El 20 de noviembre de 2024 se anunció que el segundo álbum del dúo, Black Light/White Noise, saldría a la venta el 7 de marzo de 2025. El single principal, titulado «White Noise», se publicó el mismo día.

## Discografía
Estudio
- Smith/Kotzen (2021)
- Black Light/White Noise (2025)

EP
- Better Days... And Nights (2022)